# Arhesiro sonoma
Espèce
Synonymes
- Siro sonoma Shear, 1980

Arhesiro sonoma est une espèce d'opilions cyphophthalmes de la famille des Sironidae.

## Distribution
Cette espèce est endémique de Californie aux États-Unis. Elle se rencontre dans le comté de Sonoma.

## Description
Le mâle holotype mesure 1,16 mm et la femelle paratype 1,10 mm.

## Systématique et taxinomie
Cette espèce a été décrite sous le protonyme Siro sonoma par Shear en 1980. Elle est placée dans le genre Arhesiro par Karaman en 2022.

## Étymologie
Son nom d'espèce lui a été donné en référence au lieu de sa découverte, le comté de Sonoma.

## Publication originale
- Shear, 1980 : « A review of the Cyphophthalmi of the United States and Mexico, with a proposed reclassification of the suborder (Arachnida, Opiliones). » American Museum Novitates, no 2705, p. 1–34 (texte intégral).